# 대한독립군
대한독립군(大韓獨立軍, Korean Independence Army)은 1919년 홍범도(洪範圖)가 의병 출신을 중심으로 창설한 항일 독립군 부대로 간도국민회와 연합하여 활발한 국내진공작전을 펼쳤으며, 봉오동전투와 청산리전투의 승리에 크게 기여하였다.

## 창설
3·1 운동 이후 홍범도(洪範圖)를 사령관으로 하여 부사령관 주건(朱建), 참모장 박경철(朴景哲)로 창설되었다.
홍범도 장군은 을미사변 이후 경기, 강원지방 등에서 일본군 10명을 사살하거나 의병부대를 조직하는 등의 활동을 했다. 이후 1897년까지 의병활동을 이어나가다 1907년 북청군 안산사 노은리에 거주하며 생계를 이어나갔다. 간간이 독립운동을 하다가 1919년 3·1 운동이 일어나자 당시 참여하여 활동하고 있던 노령 대한국민의회의 군무부와 상의하여 그 해 8월 간도에서 독립군 병사들을 추가 모집하여 부대를 설립했다.
‘대한 독립군’이란 명칭은 정식명칭은 아니나 1919년 8월 초 연해주 지역을 출발할 때부터 사용된 것으로 보인다. 이후 대한 독립군은 1919년 8월 말 동간도 지역으로 이동하면서 병사와 무기·재원을 계속 보강하였고, 1919년 9월 초에는 구춘선이 이끄는 간도대한국민회의 재정적·인적 지원을 받아 대한독립군을 편성한 뒤, 본격적으로 항일무장투쟁에 나섰다. 초기 대한독립군은 3개 중대에 약 300여 명의 병력, 소총 200여 정과 권총 약 30정의 화력으로 시작했으나 이후 병사들을 계속 징집·모집하고 타 독립군부대들과 연합하며 부대 규모가 커지고 체제와 장비도 상당한 수준으로 정비되었다.

## 주요 활동

### 삼둔자 전투
1920년 6월 4일 박승길(朴承吉)이 지휘한 대한신민단 소속의 독립군 부대가 함경북도 종성군(鐘城郡) 강양동(江陽洞)에 진입해 일본군 순찰소대를 기습하고 유인하자, 일본군 남양수비대가 출동하였다. 독립군은 삼둔자 서남쪽 야산 요지에 잠복하였다가 이들을 공격하여 섬멸시켜 버렸다. 크게 봉오동 전투와 하나로 보기도 한다.

### 봉오동 전투
1920년 6월 6일 부터 6월 7일까지 벌어진 대한독립군과 최진동, 안무 등이 이끄는 독립군 부대의 연합군과 일본군 사이의 대규모 전투였다. 일본군은 아스카와 소좌가 이끄는 월강추격대를 편성하여 당시 독립군의 근거지였던 봉오동으로 진격했다. 대한 독립군을 중심으로한 독립군 연합 부대는봉오동 골짜기에서 대기하고 있다가 기습을 통해 승리를 거두었다. 일본군측 피해는 전사 157명, 부상 300명이고, 독립군측 피해는 전사 4명, 부상 2명이었다. 이는 임정 군무부가 이 전투를 '독립전쟁의 제1회전'이라고 선언할 정도로 압도적인 승리였다. 일본군은 그동안 독립군을 언제든 진압할 수 있는 민병 정도로 생각하고 있었으나 참패를 계기로 독립군이 식민통치에 큰 걸림돌이 될 것이라 판단, 독립군에 대한 근본적인 대책을 강구하게 하는 계기가 되었다. 이 전투에서 패배한 후 대규모 병력을 동원해 독립군 공격에 나섰다. 이에 대한 독립군은 청산리로 옮겨 북로군정서와 연합하게된다.
7월 11일 소규모 부대를 이끌고 노두구에서 간도 일본 영사관을 습격하여 일본 영사관 경찰대와 교전하여 다수의 부상자를 내고 승리하였다. 이는 대대적으로 보도되었고, 이에 일제는 중국에 압력을 넣어 일방적으로 약2개월 동안 주둔하겠다고 통고하고는 1만 5천여 명 규모의 일본군대를 두만강 너머에 배치했다. 나남주둔군, 용산주둔군, 시베리아주둔군을 묶어 편성한 부대였다.

### 청산리 대첩

청산리 대첩 직후 기념사진

청산리 부근으로 근거지를 옮긴 김좌진이 이끄는 북로군정서군과 대한 독립군이 연합을 하여 일본군을 상대로 승리한 전투이다. 북로군정서는 본래 길림성 왕청현 서대파구(西大波溝) 산간지대에 있었는데, 일제의 압력에 못 이긴 중국 관청에서 떠나라고 강요하자 청산리로 이동하게 되었다. 1920년 10월 21일부터 26일까지 약 1주일간 일본군과 백운평 전투, 완루구 전투, 갑산촌 전투 등 10여 차례의 접전 끝에 일본군을 격파하였다. 독립군 연합의 전력은 약 1,950명이고, 일본군의 전력은 2만 9천에서 4만 명 정도 안팎이라고 알려져 있다. 10월 16일경에 홍범도, 안무 연합부대는 다시 북상하여 어랑촌으로 행군, 그 곳에서 일본군과의 회전을 준비하면서 매일 군사훈련을 강화하고 있었다. 10월 18일경 다수의 독립군 부대가 집결하였다. 김좌진부대는 계속 일본군의 동태를 파악하면서 뒤로 물러서기를 주저했으며, 물러선다 하더라도 일본군의 추적을 따돌릴 수 없다고 보고, 일본군과 일전을 감행하기로 결정하였다. 1920년 10월 21일 오후, 일본군이 이도구에 있는 홍범도 부대를 포위해 들어왔다. 이에 독립군은 10월 22일 새벽까지 완강한 항전을 벌였다. 홍범도부대는 한때 남북으로 협공하는 일본군의 포위 속에 빠졌으나 재빨리 빠져나왔다. 일본군들은 앞뒤를 분간할 수 없는 어둠 속에서 자기네들끼리 총을 쏘아대기도 하면서 허둥댔다. 끝내 홍범도 부대는 일본군 4백여 명을 사살하고 또 한 차례 승리를 거두었다. 그리고 중앙으로 진격한 일본군의 한 부대를 집중 공격, 결과적으로 일본군의 다른 부대와 함께 중앙의 일본군을 협공하는 데 성공하였다. 일본군측 피해는 전사 500명, 부상 3,300명이고, 독립군측 피해는 전사 60명, 부상 90명이었다.

청산리전투에서 크게 패하면서 일본군은 그 보복으로 한국인 사회·항일단체·학교·교회 등을 초토화하였는데 이를 간도참변(間島慘變), 또는 경신참변이라 한다. 이후, 700여 명의 독립군 통합부대는 일본군 간도토벌대와 격전을 치르면서 1921년 1월 하순 우수리강을 건너 러시아령 이만을 거쳐 자유시(스보보드니, 러시아어: Свобо́дный)로 들어갔다. 이 시기 연해주 각지의 한인 무장부대와 간도 독립군은 자유시 일대로 집결하고 있었다. 각지에 흩어져 있던 한인 부대를 통합하고 볼셰비키 정부의 지원을 받음으로써 항일전을 효과적으로 수행할 수 있을 것으로 생각하였기 때문이다. 그러나 집결한 한인 부대의 통솔권을 둘러싸고 지도부간에 치열한 각축전이 벌어졌다.

6월 28일 군정의회 지도부는 완강한 대치상태에 있던 대한의용군의 무장해제를 결정하였다. 장갑차 등 중화기까지 동원한 고려혁명군은 대한의용군이 주둔한 자유시 부근의 수라세프카 일대를 포위한 채 대규모 공격을 가하여 쌍방간의 대충돌이 발생하였다. 자유시 참변, 또는 자유시 사변으로 불린 이 같은 한인 무장세력 간의 분쟁으로 사상자가 속출하고, 대한의용군 부대는 사방으로 흩어짐에 따라 독립군의 투쟁역량이 크게 훼손되었다. 자유시사변 이후 한인무장세력은 러시아 공산당의 강력한 통제로 인하여 활동에 많은 제약이 가해졌고, 홍범도 장군이 1937년 9월 스탈린에 의한 한인 강제 이주정책에 따라 카자흐스탄으로 이주하는 등 수뇌부가 대거 떠나게 되며 사실상 대한 독립군은 해체되게 되었다.

## 평가
대한독립군은 수적, 전력 열세에도 불구하고 일본군을 상대로 두차례나 큰 전투에서 승리하여 항일무장투쟁에 큰 원동력을 불어넣는 계기가 되었다. 봉오동 전투 승리를 계기로 만주 각지에서 독립군 부대가 일어났고, 독립군에 대한 금전적, 물질적인 지원도 대거 늘어났다.
대한독립군이 일본군을 상대로 승리를 거둔 주요한 이유가 몇가지 있다. 첫째로 홍범도 장군의 산포수대의 경험에서 찾아 볼 수 있다. 산포수는 잘 갖춘 조직을 통해 사냥을 한다. 대한독립군이 빠르게 군조직의 형태를 유지할 수 있었던 것도 바로 산포수대의 경험이 가장 큰 자산이었다. 특히 산을 무대로 활동했던 산포수이기 때문에 함경도 산악지대의 특성을 숙지하고 있어 일본군보다 지형을 이용한 전투에 능숙했다. 둘째, 지역민과의 소통이 가능한 부대였다. 대한독립군은 민중들의 절대적인 지원을 받는 의병부대였다. 대한독립군 부대가 일본 군을 상대로 연전연승을 할 수 있었던 배경에는 민중의 지지와 성원이 있었기 때문이다.

## 무장
대한독립군은 자체적인 총기 제조 시설이 없었기 때문에 체코 등 외국에서 총기를 수입하거나 일본군의 총기를 노획해 쓸 수밖에 없었다. 총기 1정 당 현재 가치로 대략 210만원에서 650만원 정도였다고 한다. 대한독립군은 1919년 겨울 간도의 대한국민회 산하로 들어가 재정적 지원을 받았다. 병사들을 증원해 병력이 600명이 되었으며, 1920년초 당시 병력 약 3백 명에 군총 약 2백 정, 권총 약 40정, 탄약은 총 1정당 2백 발의 장비를 갖추고 있었다고 한다.
| 분류   | 이름             | 제조 국가   |
| ------ | ---------------- | ----------- |
| 소총   | 38식 보병총      | 일본        |
| 소총   | 게베어 98        | 독일        |
| 소총   | 모신나강         | 러시아 제국 |
| 소총   | 스프링필드 소총  | 미국        |
| 권총   | 남부 14년식 권총 | 일본        |
| 권총   | 마우저 리볼버    | 독일        |
| 권총   | 마우저 자동권총  | 독일        |
| 권총   | 엔필드 리볼버    | 영국        |
| 기관총 | 맥심 기관총      | 영국        |
| 기관총 | 루이스 기관총    | 영국        |
| 기관총 | 96/99식 경기관총 | 일본        |

## 주요 인물
- 홍범도 - 사령관(대장[13])
- 주건 - 부사령관
- 박경철 - 참모장
- 이장녕 - 참모장[14]
- 최진동 - 군무도독부 사령관
- 이병채 - 참모[13]
- 안무 - 대한국민회군 사령관

## 같이 보기
- 군무도독부
- 대한국민회군
- 북로군정서
- 봉오동 전투(영화)
- 우둥불

## 참고 자료
- 애국동지원호회, 1956, 한국독립운동사
- 이강훈, 1982, 청산리독립전투, 『군사』
- 한국교원대학교 역사교육과, 2004, 『아틀라스 한국사』
- 장세윤, 1997, 『홍범도-생애와 독립전쟁』, 독립기념관
- 신용하,1988, 「홍범도의 대한독립군의 항일무장 투쟁」,(『한국 근대민족운동사 연구』, 일조각
- 김주용, 2014.2., 「홍범도의 항일무장투쟁과 역사적 의의」, 『한국학연구 제32집』
- 신용하, 1986, 「홍범도의 (洪範圖) 대한독립군의 항일무장투쟁」, 『한국학보 12』
- 김주용, 2018, 『한국독립운동과 만주 -이주·저항·정착의 점이지대-』